# Liên minh chính phủ Kampuchea Dân chủ
Liên minh chính phủ Campuchia Dân chủ (Tiếng Khmer: រដ្ឋាភិបាល ចំរុះ កម្ពុជាប្រជាធិបតេយ្យ), năm 1990 đổi tên thành Chính phủ Quốc gia Campuchia (Tiếng Khmer: រដ្ឋាភិបាល ជាតិ នៃ កម្ពុជា), là một liên minh chính phủ lưu vong thành lập năm 1982 gồm Khmer Đỏ của Pol Pot cùng với Mặt trận Dân tộc Giải phóng Nhân dân Khmer (KPNLF) (một đảng cánh hữu có tư tưởng chống cộng của Son Sann) và FUNCINPEC (đảng bảo hoàng của hoàng tử Norodom Sihanouk).

## Lịch sử
Trước khi thành lập Liên minh chính phủ Kampuchea Dân chủ, vào cuối những năm 1980 và đầu những năm 1990, các lực lượng đối lập Son Sann và Sihanouk, sau đó được gọi là Mặt trận Dân tộc Giải phóng Nhân dân Khmer và FUNCINPEC, đã thu hút một số hỗ trợ quân sự và tài chính từ Hoa Kỳ, tìm cách hỗ trợ hai người này các phong trào như là một phần của nỗ lực Học thuyết Reagan nhằm chống lại sự can dự của Liên Xô và Việt Nam tại Campuchia. Vào các năm 1984 và 1985, các cuộc tấn công của quân đội Việt Nam đã làm suy yếu nghiêm trọng các vị trí của quân đội CGDK, loại bỏ lực lượng quân sự của hai phe không cộng sản, khiến Khmer Đỏ trở thành lực lượng quân sự duy nhất có tầm quan trọng của CGDK. Một trong những kiến trúc sư chính của Học thuyết Reagan, Michael Johns của Quỹ Di sản, đã đến thăm lực lượng Sonn Sann và Sihanouk ở Campuchia vào năm 1987 và quay trở lại Washington kêu gọi Hoa Kỳ ủng hộ KPNLF và lực lượng kháng chiến của Nikol chống lại chính quyền Campuchia như là một sự thay thế cho chính phủ Campuchia do Việt Nam hỗ trợ và Khmer Đỏ.
Mặc dù PDK là phần lớn bị cô lập với ngoại giao, Quân đội Nhân dân Campuchia Dân chủ của họ là lực lượng vũ trang lớn nhất và hiệu quả nhất của CGDK. Năm 1987, Hoàng tử Sihanouk tiếp tục từ chức chủ tịch của CGDK, một động thái làm tăng hy vọng của Hà Nội và Moscow rằng ông sẽ rời liên minh.
Năm 1990, trong thời gian diễn ra Hiệp định Hòa bình Paris do năm 1991, CGDK đã đổi tên thành Chính phủ Quốc gia Campuchia. Nó đã bị giải thể vào năm 1993, cũng trong năm đó Cơ quan Chuyển tiếp Liên Hợp Quốc tại Campuchia chuyển quyền lực sang Vương quốc Campuchia vừa được khôi phục. Vào tháng 7 năm 1994, Khmer Đỏ thành lập một chính phủ đối thủ không được quốc tế công nhận là Chính phủ lâm thời Liên minh Dân tộc và Cứu quốc Campuchia.